# Gatukorsning

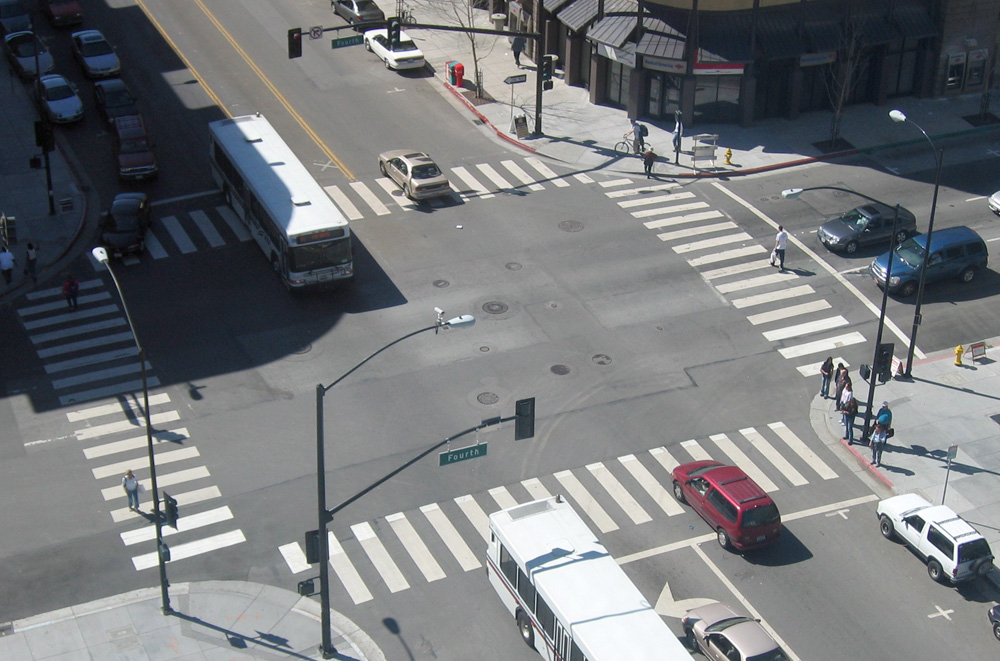
Gatukorsning.

Gatukorsning innebär att två eller fler gator möts.
För att trafiken i en gatukorsning ska fungera behövs trafikregler, ibland förtydligade med vägmärken och trafiksignaler. I många länder med högertrafik gäller högerregeln om inget annat anges med vägmärken eller signaler, i länder med vänstertrafik finns ofta en motsvarande vänsterregel.
Med gatukorsning avses ibland något skämtsamt också en hund av blandras, underförstått när två hundar av olika ras har träffats ute på gatan och skaffat valpar utan att människor har haft någon inverkan på aveln. Se även förklaringen av ordet rondellhund.